# Westland Lysander
Вестленд Лісандер (англ. Westland Lysander) — британський багатоцільовий одномоторний літак зв'язку та підтримки взаємодії з сухопутними військами часів Другої світової війни. Літак розроблений компанією Westland Aircraft на замовлення Королівських повітряних сил Британії в середині 1930-х років і активно використовувався як ударна і допоміжна машина. За традицією армійські літаки Королівських ПС отримували назву на честь міфічних або історичних воєначальників; в цьому випадку був обраний спартанський адмірал Лісандр.
Коло завдань, вирішуваних «Лісандером», було дуже широке: розвідка, фотографування, ураження незначних цілей противника бомбами та стрілецькою зброєю, перевезення людей та вантажів, рятувальні роботи. Але, після того, як «Лісандер» застарів для взаємодії з армією в умовах збройної боротьби того часу, завдяки своїм характеристикам літака скороченого зльоту та посадки його почали активно використовувати у таємних місіях та спецопераціях з використанням невеликих імпровізованих злітно-посадкових смуг у тилу ворога для доставки або ексфільтрації агентів, особливо в окупованій Франції на підтримку французького руху опору. Застосовувався він і після війни, у мирних цілях різними організаціями та приватними особами.

## Історія створення
Наприкінці 1934 року Міністерство авіації випустило специфікацію A.39/34 на розроблення армійського літака, який мав замінити Hawker Hector. Спочатку Hawker Aircraft, Avro і Bristol були запрошені до участі в проєкті, але після деяких дебатів у міністерстві запросили також Westland. Дизайн Westland, який отримав внутрішнє позначення P.8, був розробкою Артура Девенпорта під керівництвом «Тедді» Петтера. Це був другий проєкт літака Петтера, і він витратив багато часу на опитування пілотів Королівських ПС, щоб дізнатися, чого вони хочуть від такого літака. Британська армія хотіла мати легкий тактичний літак зв'язку — артилерійський розвідник для проведення фоторозвідки та спостереження за результатами артилерійського вогню у світлий час доби — приблизно до 14 км за лінією фронту.
Перший із двох дослідних зразків «Лісандерів» був випробуваний на землі 10 червня 1936 року, а перший політ відбувся 15 червня. За результатами випробувань в вересні компанія отримала замовлення на 144 машини. Другий прототип був готовий в грудні 1936 року, а 1938 року його відправили до 5-ї ескадрильї в Індії для випробувань в тропічному кліматі.
Літак безпосередньої підтримки сухопутних військ «Вестленд Лісандер» був легко впізнаваний завдяки високорозташованому крилу і ще одному крилу, дуже короткому, прикріпленому до головних стійок шасі і призначеному для підвіски озброєння та вантажу. У плані кожне напівкрило мало досить незвичну ромбоподібну форму. Передній кромці центроплана надали негативної стрілоподібності. Це погіршувало аеродинаміку, зате давало хороший огляд пілоту, голова якого була якраз перед крилом.
Серійне виробництво літака розгорнули навесні 1938 року і до початку війни випустили 173 літаки в модифікації Mk.I (з мотором «Мерк'юрі XII»). Безпосередньо перед війною перейшли на випуск Mk.II з моторами «Пегасус», яких побудували набагато більше — 442 штуки.

## Історія служби
Перші «Лісандери» надійшли на озброєння 16-ї ескадрильї в Олд Сарумі (біля Солсбері) в червні 1938 року де замінили Hawker Audax, наступими ці літаки отримала авіаційна школа взаємодії з військами там же. До 1939 року «Лісандери» стояли на озброєнні семи ескадрилей на Британських островах: 2-ї, 4-ї, 13-ї, 16-ї, 26-ї, 613-ї та 214-ї. Більшість «Лісандрерів» в цих ескадрилях вже були модифікації Mk.II, а Mk.I були послані на Близький Схід і в Індію.
Чотири ескадрильї (2-а, 4-а, 13-а і 26-а) супроводжували Британський експедиційний корпус до Франції в жовтні 1939 року, а на початку 1940 року до них приєдналася ще одна ескадрилья. Після німецького вторгнення до Франції та Нижніх країн 10 травня 1940 року «Лісандери» діяли на фронті як літаки спостереження і легкі бомбардувальники. Виведені з Франції під час евакуації з Дюнкерка, вони продовжували здійснювати місії з доставкою постачання до військ союзників з баз в Англії. Проте німецької авіації в повітрі призводила до величезних втрат, зокрема під час однієї з таких місій до Кале 14 з 16 «Лісандерів» і «Гекторів» було збито. А загальні втрати у небі над Францією та Бельгією в травні та червні 1940 року становили 118 «Лісандерів» із загальної кількості 175 літаків, що прибули на континент. Проте деякі «Лісандери» навіть здобували повітряні перемоги, зокрема літак 4-ї ескадрильї збив Bf 110 над Бельгією, а 22 травня «Лісандер» 2-ї ескадрильї збив Hs 126 з курсового озброєння і Ju 87 — з турельного.
Протягом решти 1940 року «Лісандери» здійснювали ранкові та сутінкові патрулі поздовж узбережжя, а в разі вторгнення вермахту до Британії їм було доручено атакувати десантно-висадкові засоби противника легкими бомбами та кулеметами. З 1941 року їх замінили винищувачі, такі як Tomahawk і Mustang, які проводили розвідувальні місії, а легкі літаки, такі як Taylorcraft Auster, використовувалися для наведення артилерії.
В квітні 1939 року «Лісандери» отримала 208-а ескадрилья в Єгипті, а і лютому 1940 року 6-а в Палестині, і вони використовувались для розвідки під час північноафриканської кампанії і в Греції, аж до заміни на новіші літаки в 1942 році. 28-а ескадрилья в Амбалі (Індія) отримала «Лісандери» в серпні 1941 року, а після перебазування в Бірму застосовувались для розвідки і бомбардуваннь. Деякі «Лісандерів Mk.I», які позначались як тип L.1, використовувалися формуваннями підрозділів спеціального призначення британської індійської армії, так званими «шиндітами», які вели активні бойові дії за лінією фронту під час Бірманської кампанії Другої світової війни. Остання ескадрилья що використовувала «Лісандери» для бойових задач була 20-а, яка замінила їх на Hawker Hurricane наприкінці 1943 року.
Виведені з літаків першої лінії «Лісандери» продовжували використовуватися як буксирувальники мішеней, рятувальники на морі, розкидачі листівок, брали участь у спеціальних операціях. Так, 138-ма та 161-ша змішані ескадрильї, які використовували і «Лісендери», підтримували контакти з групами Опору в окупованій Європі, здійснювали доставку спорядження та агентів, а також доставку агентів назад на Британські острови. У цих нічних операціях на окупованій території проявилися найкращі якості «Лісендера», його здатність короткого зльоту та посадки на майданчики, вказані бійцями Опору. Для вирішення цих завдань використовувалися «Лісендери» Mk. III та Mk. IIIA, яких побудували 367 та 347 відповідно.
Після війни «Лісандери» все ще залишались на озброєнні ВПС Канади, і продовжували використовуватись аж до початку 1960-х років.

## Модифікації

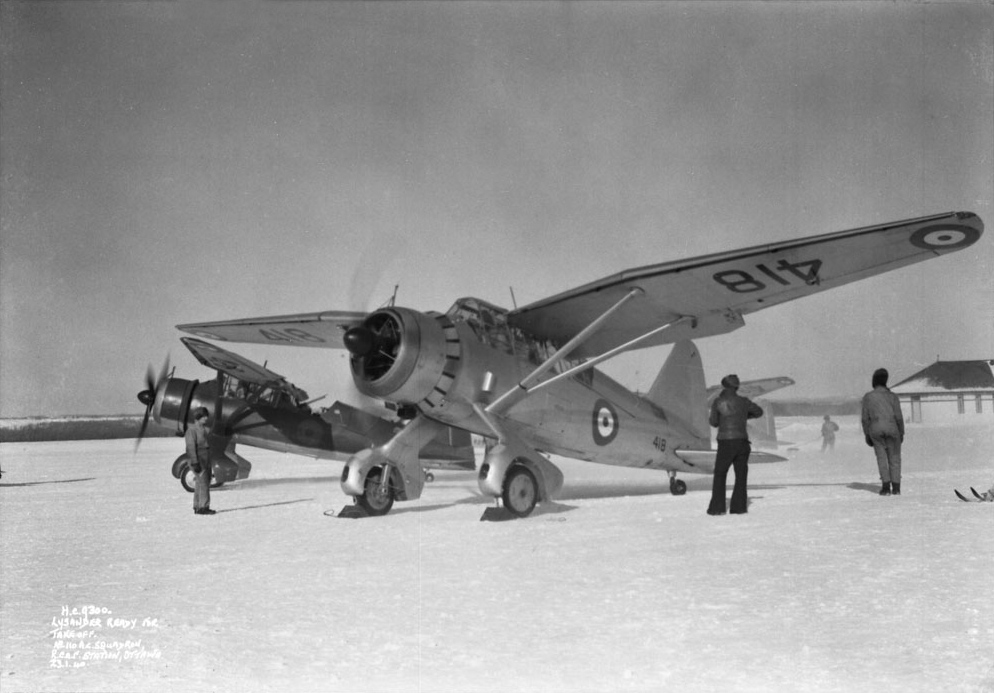
«Лісандер» канадських Королівських ПС на авіабазі в Онтаріо. 21 січня 1940

- Lysander Mk.I — перша серійна версія літака з двигуном Bristol Mercury XII
- Lysander TT Mk.I — модифікований варіант літака-буксирувальника мішеней
- Lysander Mk.II — варіант літака з двигуном Bristol Perseus XII
- Lysander TT Mk.II — версія літака-буксирувальника мішеней на основі Lysander Mk.II
- Lysander Mk.III — третя серійна версія літака з двигуном Bristol Mercury XX
- Lysander Mk.IIIA — варіант Lysander Mk.I з двигуном Bristol Mercury XX
- Lysander Mk.III SCW — спеціальна версія літака для проведення таємних місій та спецоперацій. Неозброєний, зі збільшеним радіусом дії
- Lysander TT Mk.III — модифіковані зразки Mk.I, Mk.II і Mk.III на буксирувальники мішеней
- Lysander TT Mk.IIIA — багатоцільові варіанти буксирувальників мішеней (100 од.)

## Тактико-технічні характеристики (Mk.III)

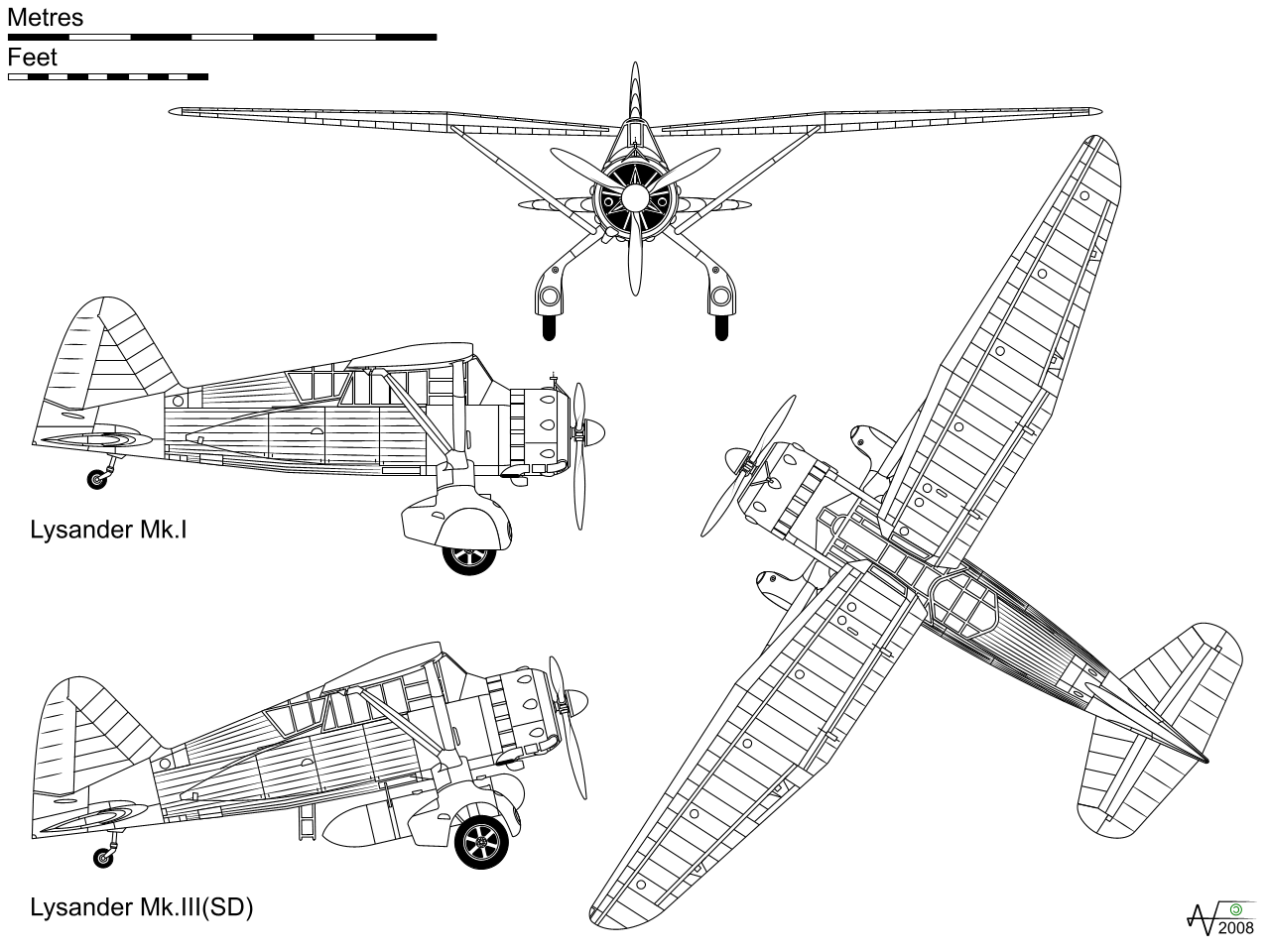
Схематичне зображення Lysander.

Дані з Consice Guide to British Aircraft of World War II

### Технічні характеристики
- Екіпаж: 2 особи
- Довжина: 9,30 м
- Висота: 4,42 м
- Розмах крил: 15,24 м
- Площа крил: 24,15 м²
- Маса порожнього: 1980 кг
- Максимальна злітна маса: 2866 кг
- Двигун: Bristol Mercury XX/XXX
- Потужність: 870 к.с. к. с. (649 кВт)

### Льотні характеристики
- Максимальна швидкість: 341 км/год (на висоті 1525 м.)
- Практична стеля: 6555 м.
- Дальність польоту: 966 км

### Озброєння
- Стрілецьке:
  - 2 × 7,7-мм курсові кулемети
  - 2 × 7,7-мм кулемети в кабіні стрільця
- Бомбове:
  - до 227 кг бомб

## Країни-операториWestland Lysander
- Австралія
  -  Королівські ПС Австралії
- Бірма
  - Бірманські добровольчі повітряні сили
- Британська Індія
  -  Королівські повітряні сили Індії
- Велика Британія
  -  Повітряні сили флоту Великої Британії
  -  Королівські ПС Великої Британії
- Ірландія
  - Повітряний корпус Ірландії
- Канада
  - Королівські ПС Канади
- Єгипетське королівство
- Південна Африка
  -  ПС Південно-Африканського Союзу
- Польща
  -  Повітряні сили Польщі у Франції та Великій Британії
- Португалія
  -  Повітряні сили Португалії
- Туреччина
  -  Повітряні сили Туреччини
- Фінляндія
  -  ПС Фінляндії
- Франція
  -  ПС Вільної Франції

## Однотипні літаки за епохою, призначенням та конфігурацією
| - Renard R.31 - Kaproni Bulgarski KB-11 Fazan - Taylorcraft L-2 - Taylorcraft Auster - Miles Messenger | - Fieseler Fi 156 Storch - Heinkel He 46 - PZL S-1 - RWD-14 Czapla - Lublin R-XIII - По-2 | - Cessna O-1 Bird Dog - Stinson L-5 Sentinel - Stinson L-1 Vigilant - Aero A.32 - Letov Š-328 - Kokusai Ki-76 |